# Saint-Vincent-de-Boisset
Saint-Vincent-de-Boisset es una comuna francesa, situada en el departamento de Loira, en la región de Auvernia-Ródano-Alpes.

## Demografía
| 368 | 431 | 554 | 656 | 811 | 878 | 965 |
| Para los censos de 1962 a 1999 la población legal corresponde a la población sin duplicidades (Fuente: INSEE [Consultar]) |     |     |     |     |     |     |